# Pertho
Pertho je čtrnáctá runa germánského futharku prostého. Vyslovuje se jako české P. Její název je překládán jako „pochva“. Svůj pravý význam dodnes tají, proto dohady o její symbolice zahrnují tanec, plodící strom či srdce. Také je možná souvislost s ženskou plodností, která je protikladem k mužské plodnosti symbolizované runou Inguz. Jedním z mnoha významů je schopnost vybrat si správnou životní cestu. Pertho je runa tajemná, vztahuje se tedy i k odhaleným tajemstvím. Může také znamenat náhlé bezpracné obohacení výhrou či dědictvím. Po dlouhé době můžete najít ztracenou věc nebo se uzdravit. Padne-li Pertho při věštění, signalizuje ženské záležitosti a tajemství. Projeví se skrytá tvořivost, která si vyžádá vaše úsilí.
| Germánský futhark prostý | Germánský futhark prostý | Germánský futhark prostý | Germánský futhark prostý | Germánský futhark prostý | Germánský futhark prostý | Germánský futhark prostý | Germánský futhark prostý | Germánský futhark prostý | Germánský futhark prostý | Germánský futhark prostý | Germánský futhark prostý | Germánský futhark prostý | Germánský futhark prostý | Germánský futhark prostý | Germánský futhark prostý | Germánský futhark prostý | Germánský futhark prostý |
| ------------------------ | ------------------------ | ------------------------ | ------------------------ | ------------------------ | ------------------------ | ------------------------ | ------------------------ | ------------------------ | ------------------------ | ------------------------ | ------------------------ | ------------------------ | ------------------------ | ------------------------ | ------------------------ | ------------------------ | ------------------------ |
| Freyův aett              | Fehu                     | Fehu                     | Uruz                     | Uruz                     | Thurisaz                 | Thurisaz                 | Ansuz                    | Ansuz                    | Raido                    | Raido                    | Kaunaz                   | Kaunaz                   | Gebo                     | Gebo                     | Wunjo                    | Wunjo                    |                          |
| Hagalaz aett             | Hagalaz                  | Hagalaz                  | Nauthiz                  | Nauthiz                  | Isa                      | Isa                      | Jera                     | Jera                     | Eihwaz                   | Eihwaz                   | Pertho                   | Pertho                   | Algiz                    | Algiz                    | Sowulo                   | Sowulo                   |                          |
| Týrův aett               | Teiwaz                   | Teiwaz                   | Berkana                  | Berkana                  | Ehwaz                    | Ehwaz                    | Mannaz                   | Mannaz                   | Laguz                    | Laguz                    | Inguz                    | Inguz                    | Othila                   | Othila                   | Dagaz                    | Dagaz                    |                          |